# Vân Dương, Thập Yển
Vân Dương (chữ Hán giản thể: 郧阳区, Hán Việt: Vân Dương khu) là một quận thuộc địa cấp thị Thập Yển, tỉnh Hồ Bắc, Cộng hòa Nhân dân Trung Hoa. Được thành lập ngày 9/9/2014 từ huyện Vân. Quận này có diện tích 3477,7 km², dân số năm 2004 là 580.000 người. Quận này có các đơn vị hành chính gồm 16 trấn (Thành Quan, An Dương, Dương Khê Phố, Thanh Khúc, Bạch Tang Quan, Mai Phố, Đàm Sơn, Nam Hóa Đường, Lưu Động, Thanh Sơn, Bảo Hiệp, Hồ Gia Doanh, Liễu Pha, Bạch Lãng, Trà Điếm, Đàm Gia Loan) và 3 hương (Đại Liễu, Ngũ Phong, Diệp Đại).